# Айн-Дара
Айн-Дара (сучасна назва) — найдавніший храм на території сучасної Сирії[джерело?]. Храм зазнав руйнувань під час сирійської громадянської війни, через артобстріли та бомбардування турецькими військами. 

## Розташування
Айн-Дара знаходиться на півночі Сирії, поруч з турецькому кордоном, у 67 кілометрах на північний захід від міста Алеппо у онойменній мухафазі. 

## Історія

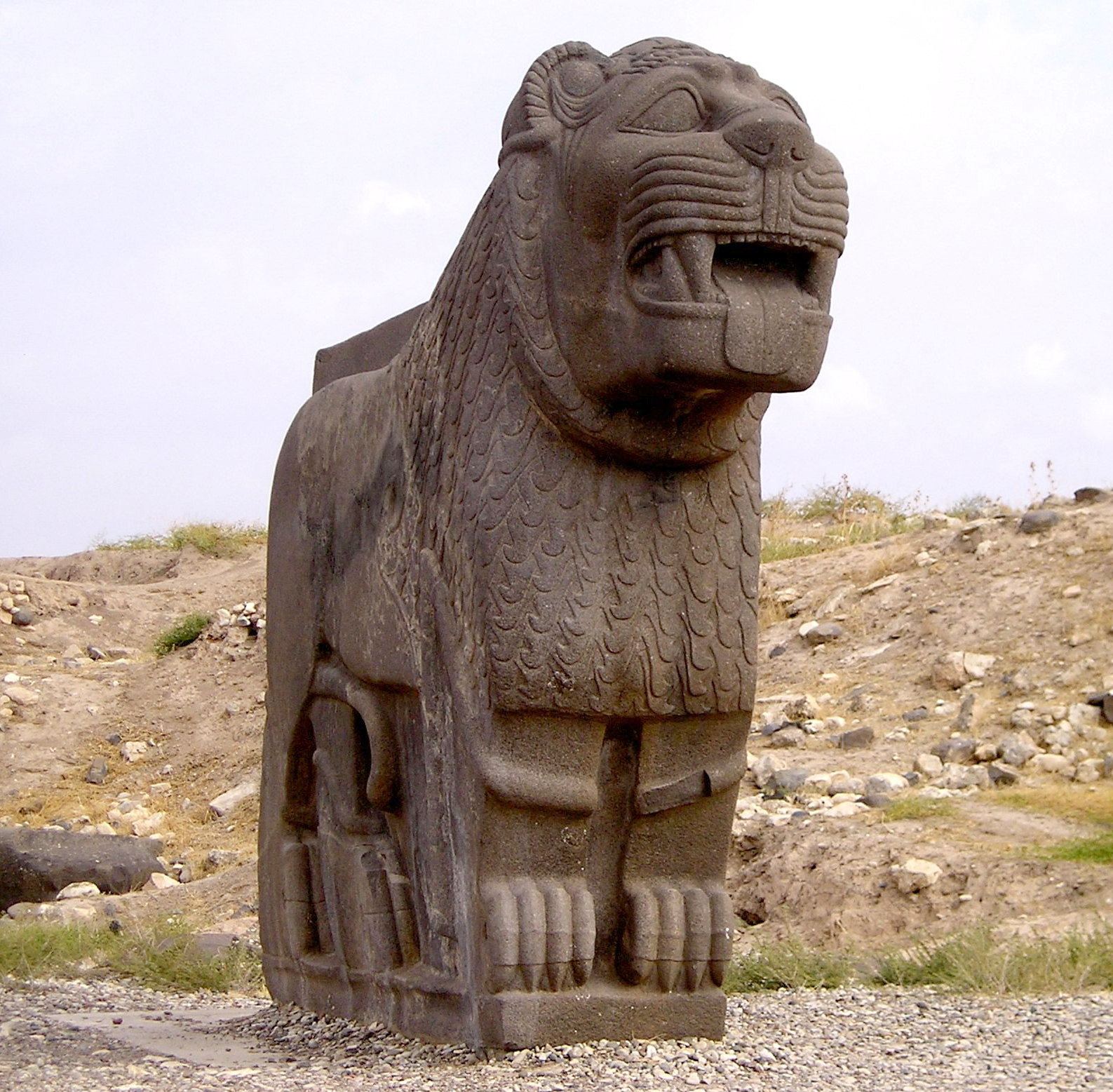
базальтовий лев знайдений в 1955 р.

Відкриття храму було наслідком випадкової знахідки величезного базальтового лева в 1955 році.
- Археологічні розкопки у 1956, 1962, 1964 роках були проведені Морісом Дюнаном та Фейсалом Серафі;
- Археологічні розкопки у 1976 році, були продовжені Алі Абу-Асафом, який виявив храм і зробив висновок, що він був побудований в три структурних фази у період приблизно з 1300 р. до н. е. до 740 р. до н. е.. Перша фаза — від 1300 р. до н. е. до 1000 р. до н. е., другий етап — від 1000 р. до н. е. — 900 р. до н. е., а третя фаза — від 900 р. до н. е. до 740 р. до н. е..

Айн-Дара побудований на терасі, складається з трьох частин різних за структурою блоків базальту на вапняковому фундаменті. Є припущення, що храм, ймовірно, мав глиняний дах, на основі дерев'яних панелей — які не збереглися.
Науковці вважають Айн-Дара гетитським храмом. На підлозі вирізані відбитки людських ступень, довжиною близько 1 м. Тривають суперечки щодо того, кому храм був присвячений, одні вважають, що храм присвячений Іштар (богиня родючості), інші відносять його до Астарти, або — богові Ваалу.

## Схожість із храмом Соломона

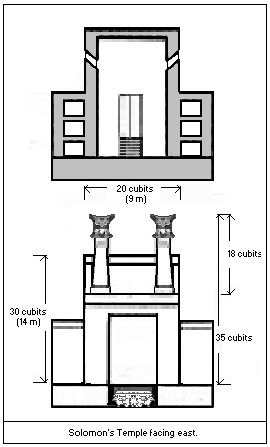
ескіз храму Соломона

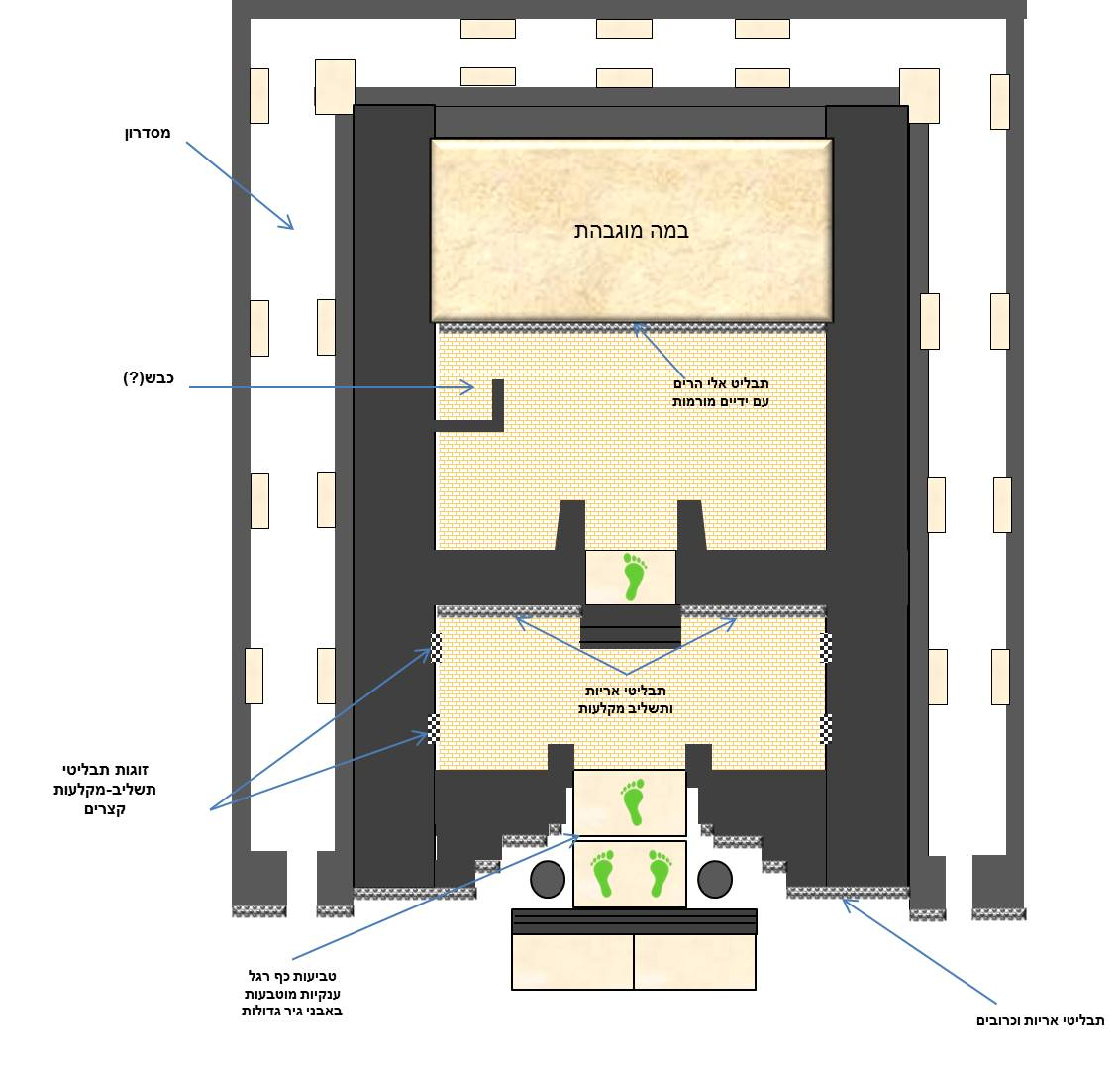
схема храму Айн Дара у Сирії, на основі креслень вчених

Є багато спільних рис з храмом Соломона, як описано в Книзі царів. Архітектурна схема Айн Дара схожа на біблійний храм доби царя Соломона, що мав схожі приміщення, таку ж конфігурацію й три приміщення з портиком біля входу, таку ж основну камеру з святині (в «святая святих»). 
Розмір храму Соломона — 35 м (115 футів) на 9 м (30 футів) тоді, коли Айн Дара становить 30 м (98 футів) у довжину й 20 м (66 футів) в ширину без бічних камер. Інші загальні риси включають в себе: розташування на високому місці з видом на місто; зведене на узвишші, з вузьким портиком й дахом, що спирається на стовпи, аналогічні рельєфи на стінах і схожі різьблення з подібними мотивами; в наявності — аналогічний п'єдестал. Коротше кажучи, 33 архітектурні елементи, знайдені в Айн Дара мають 65 ознак згадані в біблійному описі храму Соломона міста Єрусалим.

## Світлини

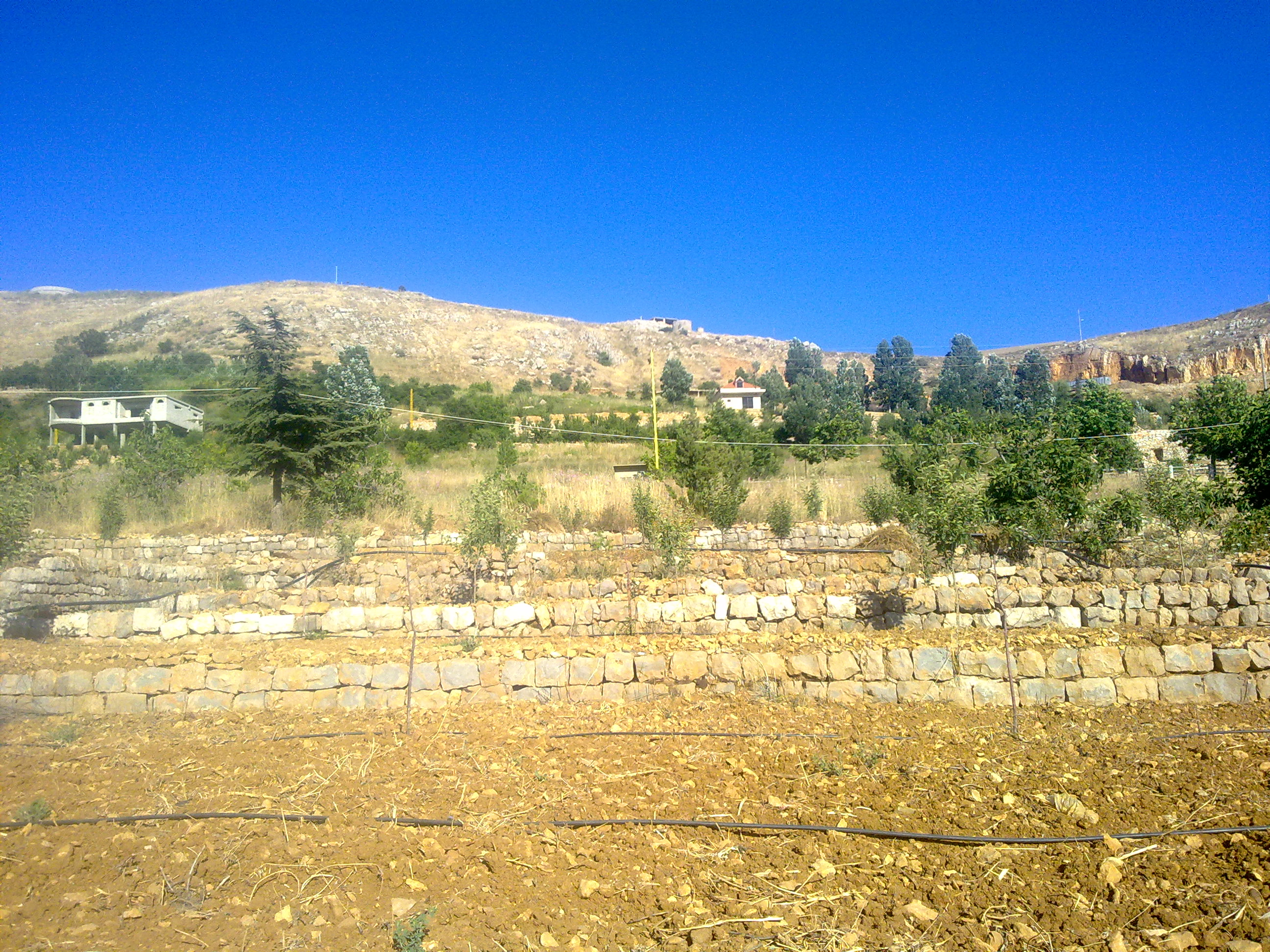
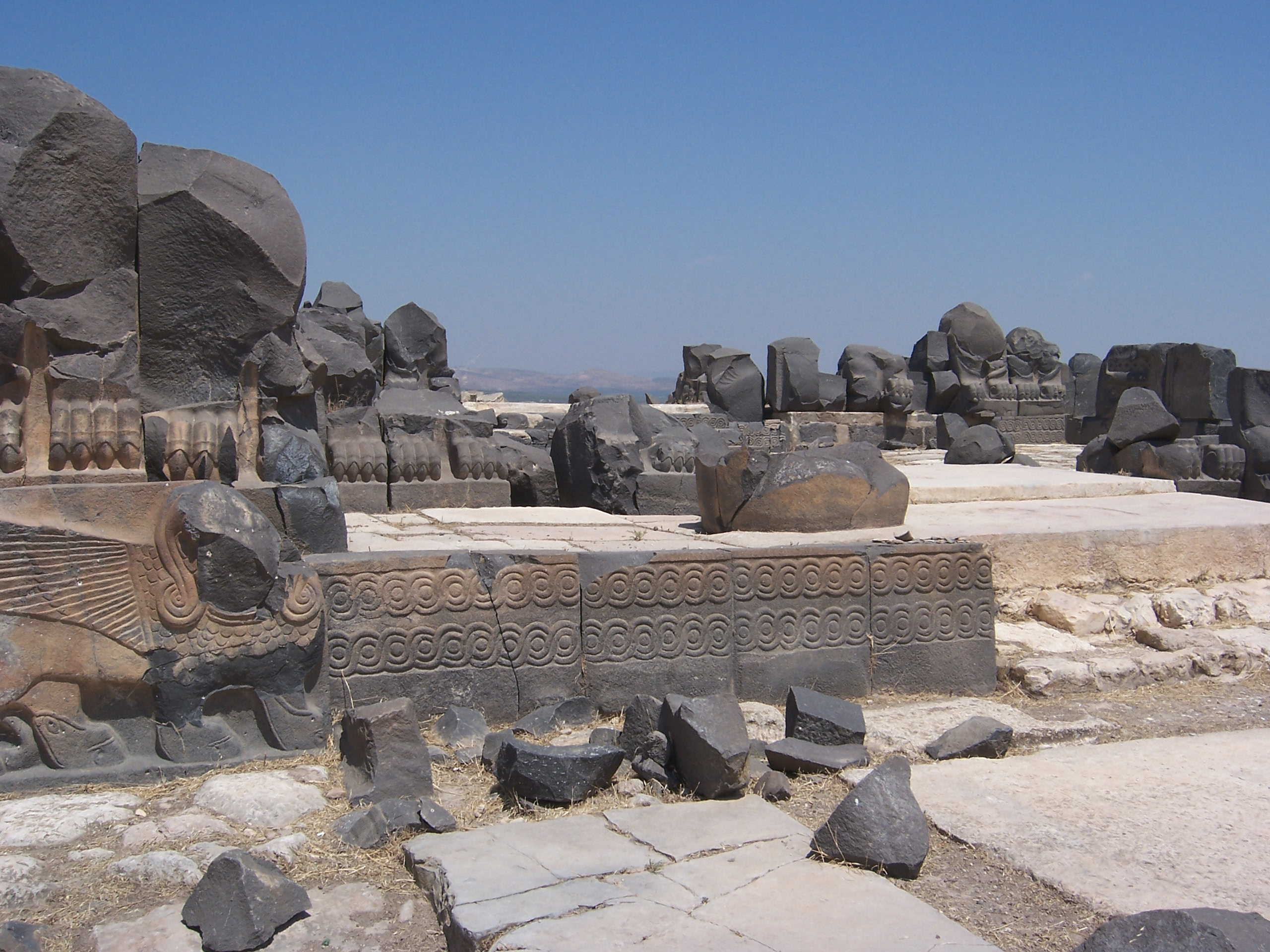
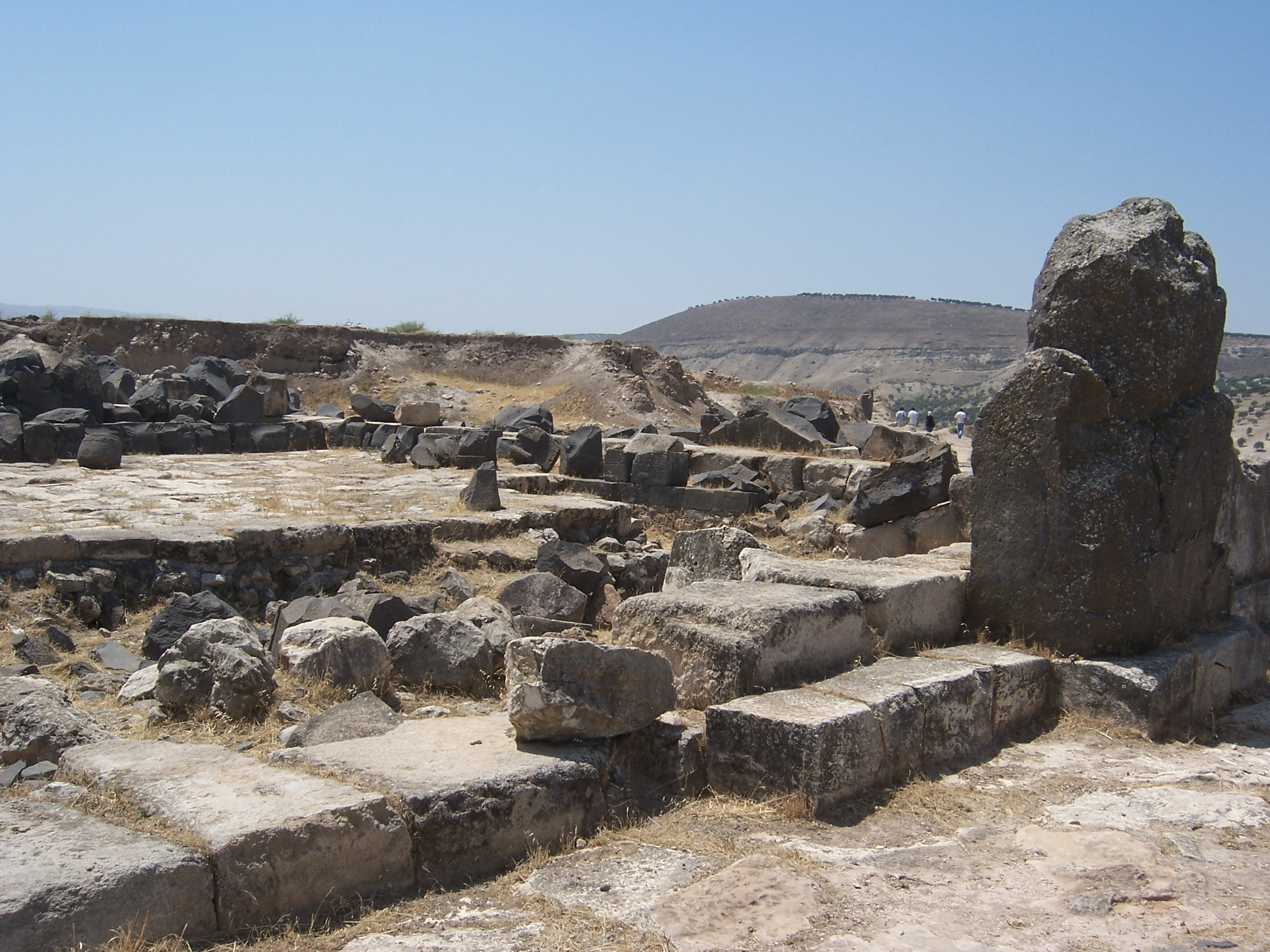
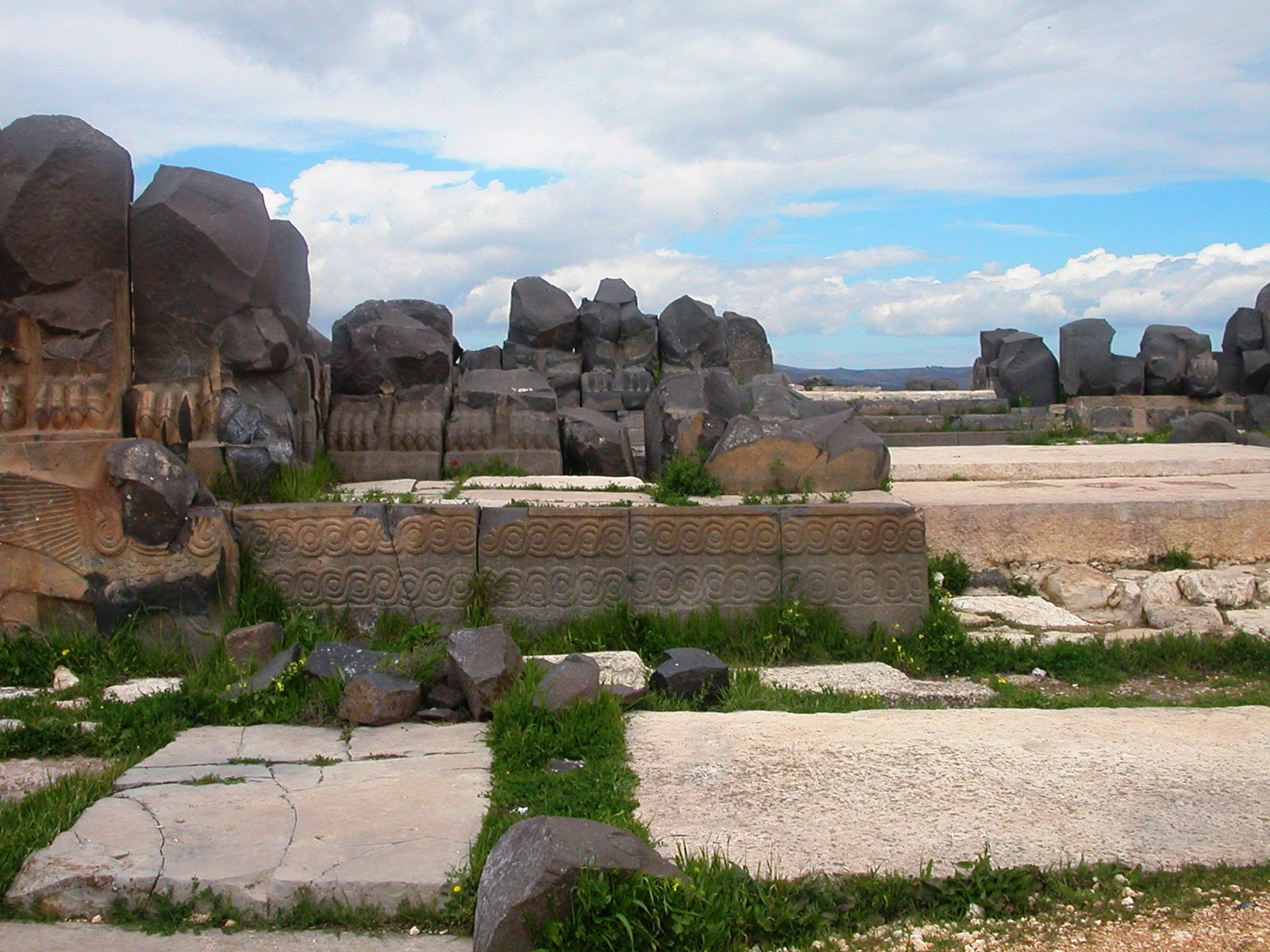
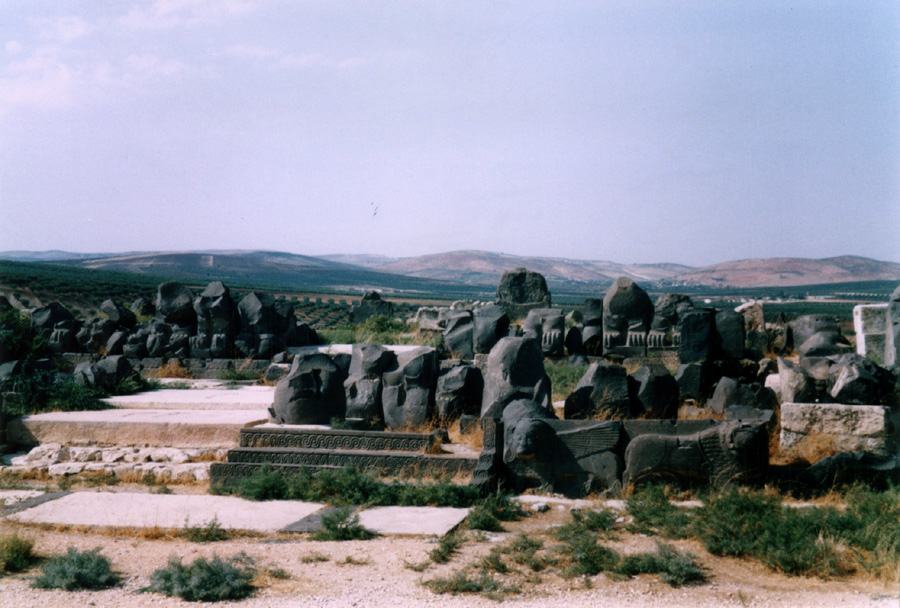

## Схожість із храмом Еребуні
Також історики Філіп Кінг і Лоренс Стейджер відзначали схожість ряду характеристик даного храму з храмом в Еребуні-Єреван. Є багато спільних рис, як описано в Книзі Царів. Основа храму така ж.
- в той час як в Айн-Дара — 98 футів (30 м) в довжину, на 65 футів (20 м) — ширина без бічних приміщень.
- Інші загальні риси включають: місце розташування на високому місці з видом на місто, зведений на піднятій платформі, з вузьким портиком з колонами і дахом, підтримуваної на колонами з боків рельєфи на стінах, і різьблені схожі мотиви, і на узвишші.